# Eb/N0

Зависимости вероятности ошибочного приёма бита от E_{b}/N_{0} (дБ) при когерентном приёме сигналов с фазовой манипуляцией (BPSK, QPSK, 8-PSK, 16-PSK) в условиях аддитивного белого гауссова шума. Манипуляции BPSK и QPSK требуют меньшие значения для достижения выбранной вероятности ошибочного приёма бита (например, BER =), чем 8-PSK и 16-PSK.

Eb/N0 (отношением сигнал/шум на бит, удельные энергетические затраты) — одна из важнейших характеристик качества в системах цифровой связи — отношение энергии сигнала, затрачиваемой на передачу одного бита информации (Eb), к спектральной плотности мощности шума (N0), которая численно равна мощности шума в полосе 1 Гц.     
Применяется в цифровых системах передачи данных вместо отношения сигнал/шум для расчета вероятности ошибки в цифровых системах связи при сравнении различных видов модуляции и кодирования.
Чем больше величина {\displaystyle E_{b}/N_{0}}, тем меньше вероятность ошибочного приёма бита. Чем меньше значение {\displaystyle E_{b}/N_{0}}, необходимое для достижения требуемой вероятности ошибочного приёма бита, тем лучше, так как потребуется меньшая мощность передатчика (сигнала) или может быть выбрана меньшая длительность бита (большая скорость передачи информации). Величина {\displaystyle E_{b}/N_{0}}, как правило, выражается в децибелах (дБ).

## Связь с SNR
Величина {\displaystyle {\frac {E_{b}}{N_{0}}}} связана с отношением сигнал/шум {\displaystyle SNR={\frac {P_{s}}{P_{n}}}} по формуле:
{\displaystyle {\frac {E_{b}}{N_{0}}}={\frac {P_{s}}{P_{n}}}\cdot {\frac {\Delta F}{R}}=SNR\cdot {\frac {\Delta F}{R}},}
так как
{\displaystyle E_{b}=\int \limits _{0}^{T_{b}}s^{2}(t)dt=P_{s}T_{b}=P_{s}/R}, где {\displaystyle P_{s}} — средняя мощность сигнала {\displaystyle s(t)}, {\displaystyle T_{b}} — длительность одного бита, {\displaystyle R=1/T_{b}} — скорость передачи битов.
{\displaystyle N_{0}=P_{n}/\Delta F}, где {\displaystyle P_{n}} — мощность шума в полосе {\displaystyle \Delta F}, под которой понимается полоса частот, занимаемая сигналом. Для белого шума энергетический спектр равен {\displaystyle G(f)=N_{0}/2} на всех частотах, то есть средняя мощность белого шума бесконечна.
Что эквивалентно выражению в логарифмическом виде (дБ):
{\displaystyle {\frac {E_{b}}{N_{0}}}({\text{дБ}})=10\lg(SNR)+10\lg \left({\frac {\Delta F}{R}}\right).}

## Связь с Es/N0
При многопозиционной модуляции биты объединяются к группы по {\displaystyle \log _{2}(M)} битов в каждой группе, где {\displaystyle M} — число групп. Каждой группе сопоставляется канальный символ, принимающий одно из {\displaystyle M} значений на интервале {\displaystyle T_{s}=T_{b}\log _{2}(M)}. Тогда связь {\displaystyle {\frac {E_{b}}{N_{0}}}} c {\displaystyle {\frac {E_{s}}{N_{0}}}} имеет вид:
{\displaystyle {\frac {E_{b}}{N_{0}}}={\frac {E_{s}}{N_{0}}}{\frac {1}{\log _{2}(M)}},}
где {\displaystyle E_{s}=\int \limits _{0}^{T_{s}}s^{2}(t)dt=P_{s}T_{s}=P_{s}T_{b}\log _{2}(M)=E_{b}\log _{2}(M)} — энергия, затрачиваемая на передачу одного канального символа.

## Расширение спектра
К каналах с замираниями или узкополосными помехами с целью повышения помехоустойчивости (помехозащищенности) применяют расширение спетра, например методом прямой последовательности. В этом случае один бит информации заменяется на последовательность более коротких битов (чипов). Тогда длительность информационного бита будет равна {\displaystyle T_{b}=KT_{c}}, где {\displaystyle K} — число чипов, приходящихся на один бит, {\displaystyle T_{c}} — длительность одного чипа.
При расширении спектра методом прямой последовательности спектр сигнала расширяется в {\displaystyle K} раз, то есть полоса частот, занимаемая сигналом, увеличивается в {\displaystyle K} раз: {\displaystyle \Delta F=K\Delta F_{b}}. Следовательно,
{\displaystyle {\frac {E_{b}}{N_{0}}}={\frac {P_{s}}{P_{n}}}\cdot K{\frac {\Delta F_{b}}{R}}=SNR\cdot K{\frac {\Delta F_{b}}{R}}},
где {\displaystyle P_{s}} — средняя мощность сигнала {\displaystyle s(t)} (не меняется при расширении спектра), {\displaystyle P_{n}} — мощность шума в полосе частот сигнала после расширения спектра ({\displaystyle \Delta F}), {\displaystyle \Delta F_{b}} — полоса частот, занимаемая сигналом до расширения спектра, {\displaystyle R} — скорость передачи битов.
Из этой формулы следует, что расширение спектра методом прямой последовательности позволяет скрытно передавать информацию. При фиксированной скорости передачи информации {\displaystyle R} и выбранного вида модуляции информационных битов величина {\displaystyle \Delta F_{b}/R} является постоянной. Поэтому при использовании метода прямой последовательности для достижения той же величины {\displaystyle E_{b}/N_{0}}, то есть той же помехоустойчивости, что и без расширения спектра, отношение сигнал/шум {\displaystyle SNR} на входе приемника в полосе частот сигнала (то есть на выходе полосового фильтра с полосой пропускания, равной полосе частот сигнала после расширения спектра) будет в {\displaystyle K} раз меньше, чем при отсутствии расширения спектра, то есть сигнал оказывается скрытым в шумах при большом числе {\displaystyle K}.

## Граница Шеннона

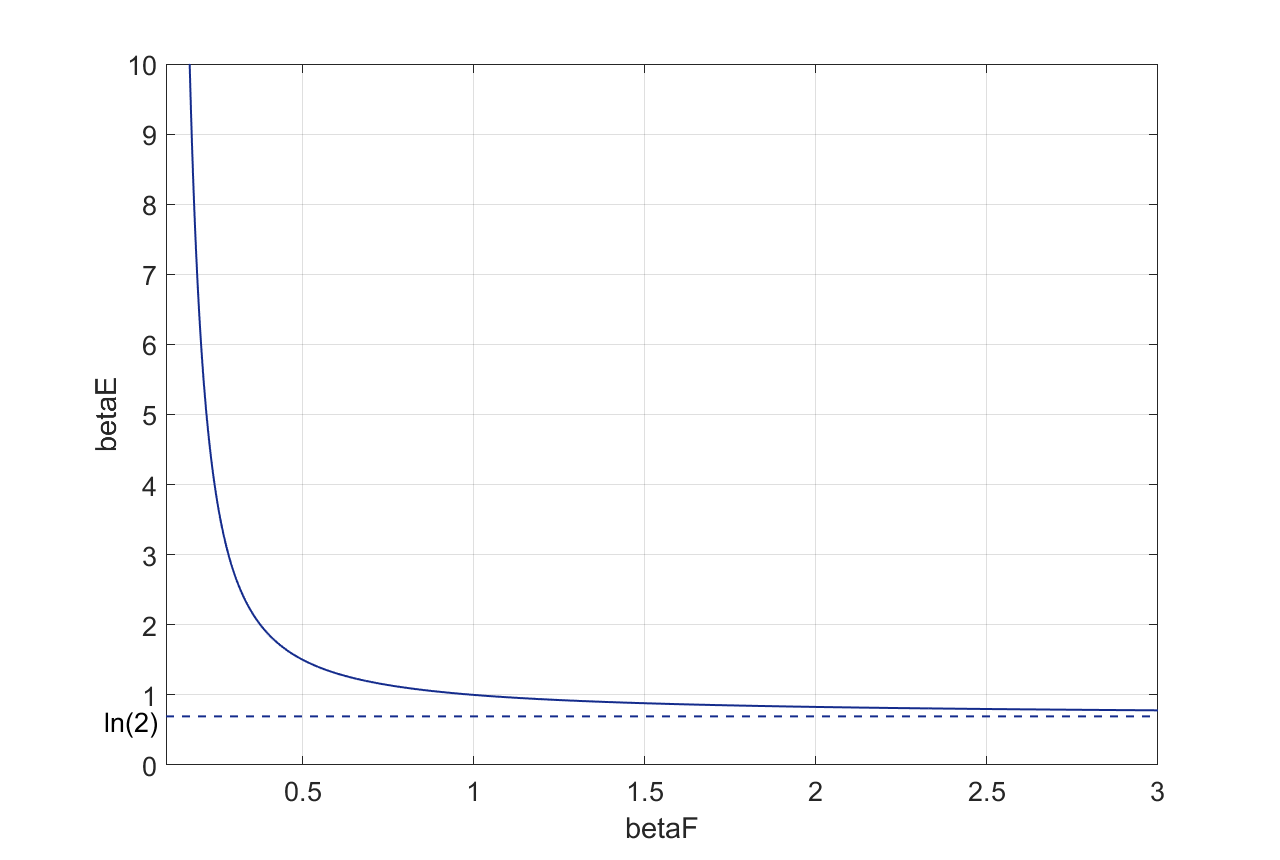
Граница Шеннона

Для канала с аддитивным белым гауссовым шумом (АБГШ) выражение для пропускной способности непрерывного канала {\displaystyle C} имеет вид:
{\displaystyle C=\Delta F\log _{2}(1+{\frac {P_{s}}{P_{n}}}),}
где {\displaystyle \Delta F} — полоса пропускания канала, {\displaystyle P_{n}=N_{0}\Delta F}. В качестве полосы пропускания канала можно выбирать полосу частот, в которой содержится 90% мощности сигналов.
Теорема Шеннона для непрерывного канала с шумом утверждает, что при энтропии источника сообщений в единицу времени (производительности источника сообщений, скорости создания информации) меньшей пропускной способности канала {\displaystyle C}, можно выбором специального способа кодирования добиться сколь угодной малой вероятности ошибочного приёма информации. Формулу для пропускной способности непрерывного канала также можно переписать в виде:
{\displaystyle \beta _{E}=(2^{1/\beta _{F}}-1)\beta _{F}},
где {\displaystyle \beta _{E}=E_{b}/N_{0}} — удельные энергетические затраты, {\displaystyle \beta _{F}=\Delta F/C} — удельные затраты полосы частот. Эта формула называется границей Шеннона.
Граница Шеннона показывает, что для обеспечения возможности безошибочного приёма информации необходимо выполнение условия:
{\displaystyle \beta _{E}>(2^{1/\beta _{F}}-1)\beta _{F},}
то есть величина {\displaystyle \beta _{E}} должна быть выше границы Шеннона.
Также из границы Шеннона следует, что уменьшение удельных затрат полосы частот, начиная с {\displaystyle 0.5...1}, приводит к необходимости резкого увеличения удельных энергетических затрат. При величине {\displaystyle \beta _{F}\rightarrow \infty } минимально возможное значение {\displaystyle \beta _{E}=\ln(2)=0.693}, называемое пределом Шеннона. Таким образом, величина удельных энергетических затрат для канала с АБГШ, даже при {\displaystyle \beta _{F}\rightarrow \infty }, должна превосходить значение {\displaystyle \ln(2)}.
При использовании многопозиционных ортогональных сигналов с объёмом алфавита {\displaystyle M} с одинаковыми энергиями при {\displaystyle \beta _{E}>2\ln(2)} вероятность ошибочного приема экспоненциально стремится к нулю при увеличении {\displaystyle M}. Примером таких сигналов являются сигналы с многопозиционной частотной манипуляцией. Однако при использовании таких сигналов с увеличением {\displaystyle M} требуемая полоса частот канала {\displaystyle \Delta F} (полоса частот, занимаемая сигналами) увеличивается. Таким образом, при использовании ортогональных сигналов, стремление к нулю вероятности ошибочного приема при фиксированном значении {\displaystyle \beta _{E}} можно обеспечить лишь ценой бесконечного увеличения полосы частот {\displaystyle \Delta F}. Примером использования сигналов, занимающих ограниченную полосу частот, для которых возможно экспоненциальное стремление к нулю вероятности ошибочного приёма, являются последовательности из {\displaystyle N} фазоманипулированных на 180° (противоположных) сигналов и последовательности из {\displaystyle N} сигналов с амплитудно-фазовой модуляцией.